# Legenda Młodej Polski
Legenda Młodej Polski. Studia o strukturze duszy kulturalnej – książka Stanisława Brzozowskiego. 
Powstawała w latach 1906–1909 i miała, jak żadne inne z dzieł pisarza, dwa wydania za jego życia (pierwsze w październiku 1909 roku, drugie w kwietniu 1910 roku).